# Lips (onderneming)
Lips NV was een oorspronkelijk in 's-Hertogenbosch gevestigde scheepsschroevengieterij die in 1939 werd overgeplaatst naar Drunen en zich daar ontwikkelde tot een internationaal opererend veelzijdig non-ferro-metaalbedrijf met nevenbedrijven. Na enkele overnames werd het hoofdbedrijf in 2010 verplaatst naar de Volksrepubliek China.

## Voorgeschiedenis
George Dufay begon in 1882 met een ijzergieterij op de Noordwal in Den Bosch. In 1887 vestigde hij aan de Buitendijk, vanaf 1894 onder de firmanaam IJzer- en Metaal Gieterij George Dufay en Zoon, met naast de grondlegger zijn zoon Leonardus Marie. 
Maximiliaan Maria Cornelis (Max) Lips (1886-1958) werd op 2 januari 1900 medevenoot.  en werd per 1910 de enige eigenaar en directeur. In 1913 volgde een uitgebreide nieuwbouw aan de Havendijk. In 1918 werd de onderneming omgezet in de NV 's-Hertogenbossche IJzergieterij v/h George Dufay en Zoon. Lips ondernam daarbij ook nieuwe, verwante activiteiten zoals een autoherstelplaats, in 1921. In 1924 werd de tienduizendste scheepsschroef geleverd, maar het bedrijf werd vervolgens het jaar daarop geliquideerd.

## Op eigen benen
In 1928 ging Lips onder eigen naam verder in de panden aan de Havendijk als 's-Hertogenbossche Schroevengieterij M. Lips. De crisis van de jaren 1930 had ook grote gevolgen voor Lips, maar dankzij de succesvolle productie van scheepsschroeven voor de kustvaart en zeeschepen vanaf 1934 (waarbij steeds grotere gewichten en afmetingen werden bereikt) - een  voor Nederland nieuw arbeidsterrein - werd uitbreiding noodzakelijk. In 1937 leverde het bedrijf de schroeven voor het koninklijk jacht, de Piet Heijn. In december 1938 werd daartoe begonnen met de bouw van een fabriek aan de Lange Heide in Drunen die opende in 1939. Het terrein was 1250 m² groot met een productiehal van 900 m². Op de gevel van de fabriek stond: N.V. ’s-Hertogenbossche Schroevengieterij M. Lips Drunen.
De Tweede Wereldoorlog was ook voor Lips een moeizame periode. Na de Nederlandse overgave werd het bedrijf voor de Duitse bezetter als Kriegswichtig aangemerkt, er mocht alleen geproduceerd worden met Duitse toestemming. In 1943 werd de vrijheid van het bedrijf verder beperkt, de gieterij kwam onder bevel van de Duitse luchtmacht en de Duitse marine legde beslag op het ontwerp van de holle plaatstalen schroeven. 
Na de oorlog volgde een sterke groei van de scheepsbouw in Nederland. In de jaren 1950 stond Nederland op de zesde plaats op de wereldranglijst van scheepsbouwnaties. Lips had mede door een goede relatie met de Koninklijke Marine en Nederlandse reders een zesde van de wereldproductie van scheepsschroeven in handen met filialen in Italië (Livorno), Frankrijk (Marseille), Spanje (Cádiz) en België (Tienen). 
Vanaf de jaren 1950 kwam een aantal nevenbedrijven tot stand. Een eerste betrof een non-ferro raffinagebedrijf (1950), gevolgd door een koper-extrusiebedrijf (1952) en ijzerraffinage (1953). Vervolgens werd een centrifugaalgieterij (1958) opgericht, oorspronkelijk voor schroefasvoeringen maar later ook voor walsen voor industriële toepassingen. In 1961 kwam er een aparte machinefabriek annex gereedschapsmakerij (oa verstelmechanismen voor scheepsschroeven). Andere activiteiten waren LDM die koper en messing verwerkte middels koper- en aluminiumextrusie, terwijl ook messingband werd vervaardigd. Verder Superconductors Lips ECN (SLE) dat supergeleidende draad fabriceerde. 
In 1968 werden de aluminiumactiviteiten in een aparte bv ondergebracht, Lips Aluminium, in een joint-venture met Elkem en Alcoa (Max Lips met de helft van de aandelen) bedoeld voor halfproducten, met een walserij voor aluminium band. Later ook de fabricage van aluminium buizen en buigproducten als lichtmasten, verkeerspalen en balkonhekken. En van aluminium profielen werden kasconstructies geleverd. De fabricage van aluminium ramen en deuren werd in 1973 in een afzonderlijk bedrijf, Intal, voortgezet te Geldermalsen (plaats). Een ander samenwerkingsverband was Lips Levolor, in 1971 voor de vervaardiging van gelakt band. Verder ontstond nog de Lips Betonindustrie. Als houdstermaatschappij fungeerde Lips United.

## Neergang
In de jaren 1970 en 1980 raakte de Europese industrie waaronder ook de scheepsbouw in een neergang die ook Lips trof. Daarbij waren ook de andere activiteiten buiten de schroevenproductie niet altijd succesvol. Het totale personeelsbestand liep drastisch terug, van 2600 personen in 1973 tot 830 in 1985 (met de buitenlandse vestigingen erbij: 1450). Het 50% aandeel in de aluminiumfabriek werd in 1975 (toen nog 750 medewerkers) afgestoten, in 1976 volgde de naamswijziging van Lips Aluminium BV in Alcoa Nederland BV. LDM werd in 1982 zelfstandig.
In de jaren 1990 verbeterde de situatie waarna de TI Group het in 1998 overnam, waarna het verder ging als John Crane-Lips. John Crane was een bedrijfsonderdeel van de TI Group. In 2002 nam Wärtsilä het bedrijf over van wat ondertussen de Smiths Group heette. Dat jaar begon al de integratie van John Crane-Lips in Shanghai in de Volksrepubliek China, om in 2010 de productie naar China te verplaatsen waar het in 2004 met China State Shipbuilding Corporation (CSSC) de joint-venture Wärtsilä CME Zhenjiang Propeller Co., Ltd. was aangegaan.
In 2019 zijn in Drunen de voormalige Lips-fabrieken gesloopt.